# Thérèse Schwartze Prijs

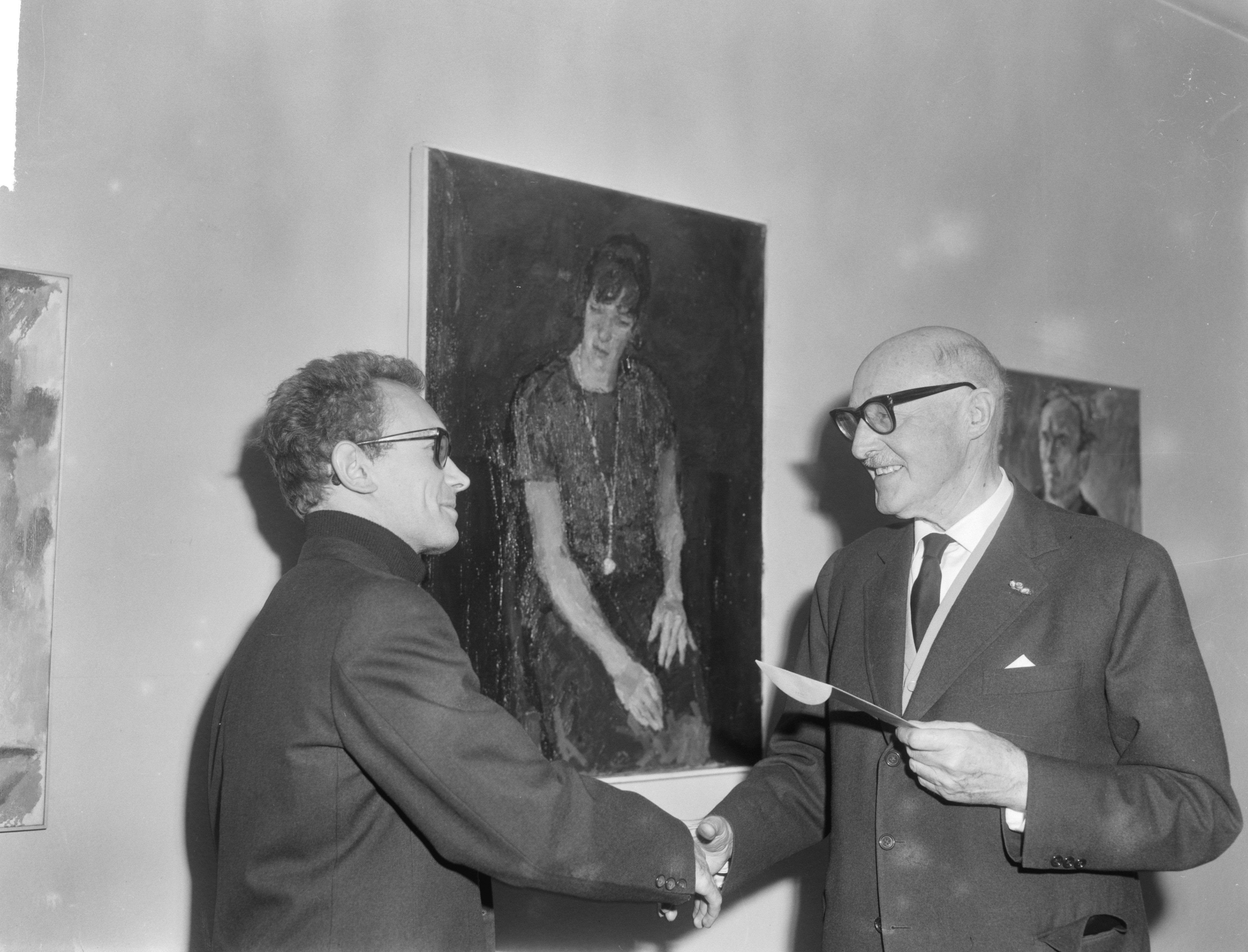
1964: uitreiking aan schilder Henk Pander (links) door jurylid Bart Peizel.

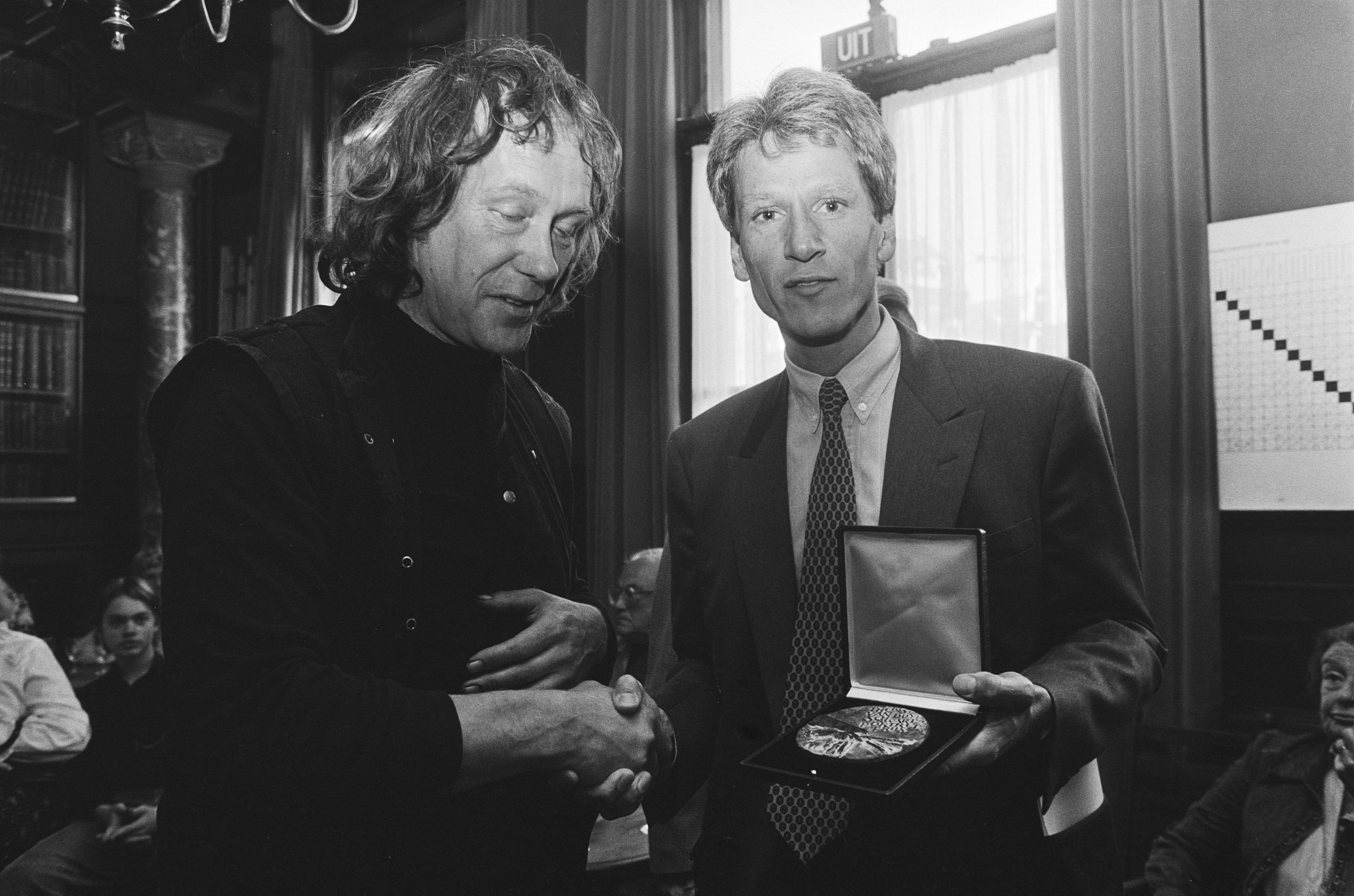
1985: beeldhouwer Eric Claus (links) ontvangt de Thérèse van Duyl - Schwartze Prijs uit handen van Gerrit Jan Wolffensperger.

De Thérèse Schwartze Prijs is een Nederlandse prijs voor portretkunst. Tot 2009 werd de prijs deThérèse van Duyl-Schwartze Prijs genoemd. De kunstprijs wordt sinds 1920 uitgereikt door de Thérèse van Duyl-Schwartze Stichting om de nagedachtenis aan de kunstenaar Thérèse Schwartze te eren en om de Nederlandse portretkunst in stand te houden.

## Achtergrond
Thérèse Schwartze (1851-1918) was een bekend portretschilder. Een half jaar na haar overlijden werd door onder anderen Lizzy Ansingh, Egbert Schaap en Nicolaas van der Waay een stichting opgericht die haar naam kreeg, beschermvrouwe was koningin Wilhelmina. De stichting wil de schilderes in herinnering houden, kunstenaars tot steun zijn en de portretkunst bevorderen. Zij besloot een driejaarlijks geldprijs uit te loven (500 gulden) voor het beste portret van een Nederlandse schilder beneden de 35 jaar. Schilderes Ernestine Oosterman won in 1920 de eerste wedstrijd, met haar portret van een oude vrouw. Tentoonstelling van de ingezonden werken vond tot 1960 in november of december plaats, de uitreiking van de prijs soms pas het jaar erop. In 1968 werd de prijs niet toegekend, wegens een gebrek aan kwaliteit van de inzendingen. Sindsdien wordt de prijs meer op incidentele basis uitgereikt.
Medaille
In 1956 werd door de stichting een medaille ingesteld, bedoeld voor de beste inzending op de najaarstentoonstelling van de kunstenaarsvereniging Sint Lucas. Deze medaille werd toegekend aan Jan Korthals (1957), Theo Swagemakers (1958) en Jan Guppen (1961).
Penning
In 1984 besloot de stichting naast de geldprijs ook een penning toe te kennen aan de winnaar van de Thérèse Schwartze Prijs. Deze erepenning werd ontworpen door Eric Claus, die ook als eerste de penning mocht ontvangen voor zijn portret van Thérèse Schwartze.

## Winnaars
- 1920 - Ernestine Oosterman
- 1923 - Paul Schultze
- 1926 - Aart Glansdorp
- 1929 - Lous Sluijters
- 1932 - Gé Röling
- 1935 - Harry Koolen, Jan Hoowij, Sierk Schröder
- 1938 - Piet Landkroon
- 1941 - Jan Goedhart
- 1943 - onderbreking vanwege de oorlog
- 1949 - Kees Bol, Constance Wibaut, Nel Dogterom, Hetty Kluytmans
- 1953 - Jacob Kuyper (eerste), Jan Groenestein, J.W. van de Kerke, Karla Wenckebach
- 1957 - Kurt Löb (eerste), Jan Sierhuis, Wim van de Kerke, Nico Olthuis, Jacques Frenken
- 1960 - Joop Birker
- 1964 - Henk Pander (eerste), Toon de Haas
- 1968 - niet toegekend
- 1980 - Herman Gordijn (oeuvreprijs)
- 1985 - Eric Claus
- 1989 - Marlene Dumas
- 2000 - Emo Verkerk
- 2009 - Juul Kraijer
- 2017 - Iris van Dongen
- 2022 - Ina van Zyl